# Лос-Патьос
Лос-Патьос (исп. Los Patios) — город и муниципалитет в северо-восточной части Колумбии, на территории департамента Северный Сантандер. Входит в состав Агломерации Кукуты.

## История
Муниципалитет Лос-Патьос был выделен в отдельную административную единицу 10 декабря 1985 года.

## Географическое положение

Муниципалитет Лос-Патьос

Город расположен в восточной части департамента, в предгорьях Восточной Кордильеры, на расстоянии приблизительно 2 километров к югу от города Кукута, административного центра департамента. Абсолютная высота — 395 метра над уровнем моря.
Муниципалитет Лос-Патьос граничит на севере и западе с территорией муниципалитета Кукута, на юго-западе — с муниципалитетом Бочалема, на юге — с муниципалитетом Чинакота, на юго-востоке — с муниципалитетом Рагонвалия, на западе — с муниципалитетом Вилья-дель-Росарио. Площадь муниципалитета составляет 131 км².

## Население
По данным Национального административного департамента статистики Колумбии, совокупная численность населения города и муниципалитета в 2015 году составляла 76 524 человека.
Динамика численности населения муниципалитета по годам:
| 2005   | 2006   | 2007   | 2008   | 2009   | 2010   | 2011   | 2012   | 2013   | 2014   | 2015   |
| ------ | ------ | ------ | ------ | ------ | ------ | ------ | ------ | ------ | ------ | ------ |
| 67 281 | 68 141 | 69 048 | 69 967 | 70 888 | 71 811 | 72 755 | 73 691 | 74 641 | 75 581 | 76 524 |

Согласно данным переписи 2005 года мужчины составляли 48,1 % от населения Лос-Патьоса, женщины — соответственно 51,9 %. В расовом отношении белые и метисы составляли 99,6 % от населения города; негры, мулаты и райсальцы — 0,4 %.
Уровень грамотности среди всего населения составлял 92 %.

## Экономика
55,6 % от общего числа городских и муниципальных предприятий составляют предприятия торговой сферы, 32,6 % — предприятия сферы обслуживания, 11 % — промышленные предприятия, 0,8 % — предприятия иных отраслей экономики.

## Транспорт
Через город проходит национальное шоссе № 55 (исп. Ruta Nacional 55).